# S'Amarador

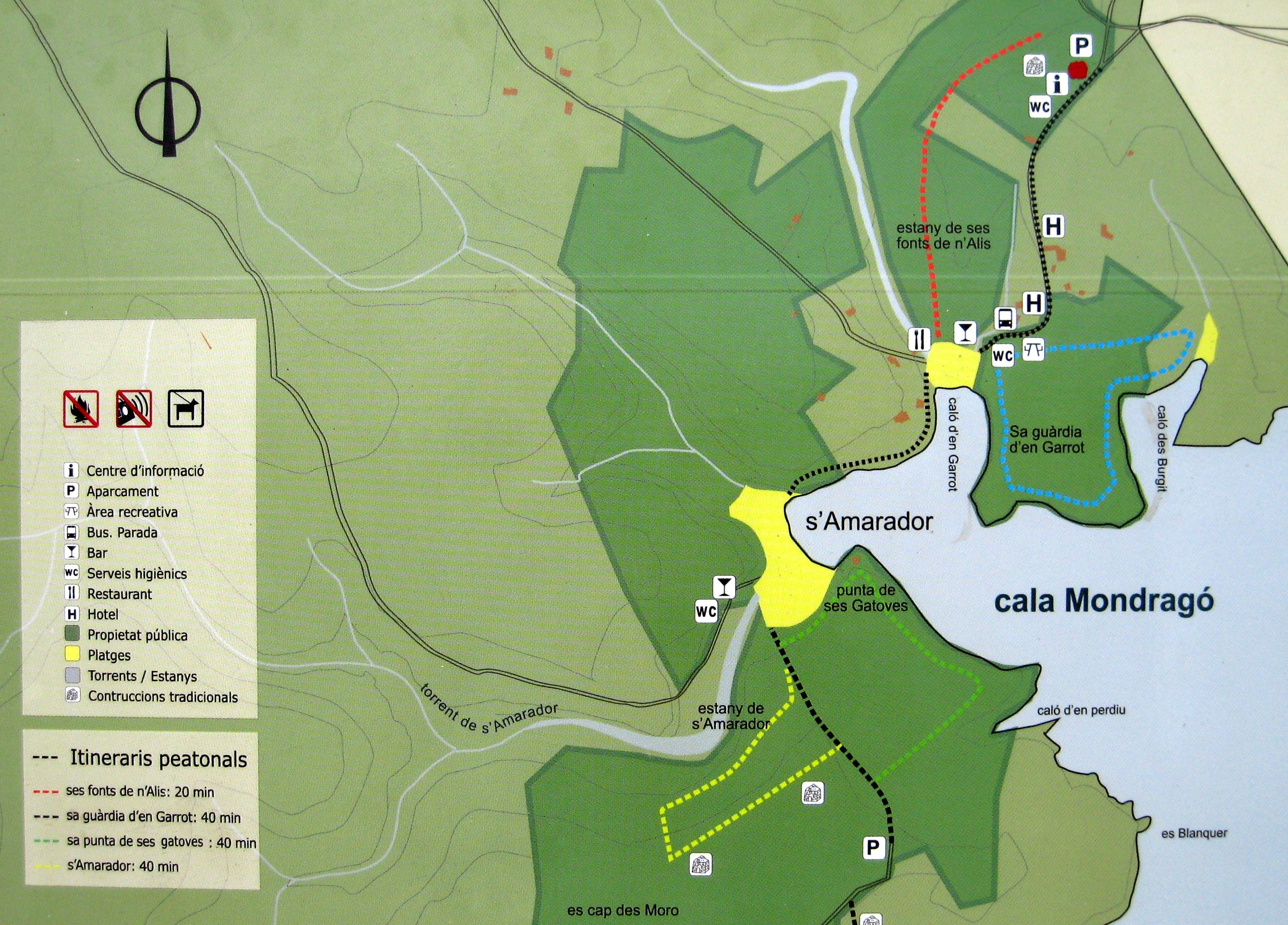
Mapa de Cala Mondragó

S'Amarador és una platja de sorra situada al sud-est de l'illa de Mallorca. Es troba a l'extrem oest de Cala Mondragó, una entrada marítima formada per diverses cales petites a la costa est de Mallorca. A s'Amarador desemboca el torrent d'en Roig (anomenat també torrent de s'Amarador). El Torrent de s'Amarador forma una bassa permanent salabrosa separada del mar per una barra dunar. El nom de la platja té el seu origen en l'ús tradicional que es donava a aquest estany: se submergien a les seves aigües feixos de lli i cànem per a l'obtenció de la fibra vegetal, o bé trocs d'arbres per emprar-los en la construcció de barques i bigues.